# Torbide ossessioni
Torbide ossessioni (The Underneath) è un film del 1995 diretto da Steven Soderbergh.

## Trama
Michael Chambers torna a casa per celebrare il nuovo matrimonio di sua madre. Era fuggito dalla sua città natale a causa di debiti da gioco d'azzardo e aveva lasciato sua moglie Rachel per affrontare il disastro che aveva creato. Ora deve riassestarsi in città, rinnovare i suoi rapporti con la sua famiglia, i suoi amici (e i suoi nemici) e, soprattutto, cercare la sua ex moglie per corteggiarla di nuovo.Michael ottiene un lavoro lavorando per il nuovo marito di sua madre come autista di auto blindata. Sembra quasi il perfetto figliol prodigo quando ritrova la sua nicchia nella comunità e torna nel cuore della sua ex moglie. I suoi problemi aumentano quando lui e Rachel vengono colti in flagrante dal suo fidanzato teppista, Dundee. Per uscire da questa situazione, Michael deve elaborare un piano per rubare un libro paga trasportato dalla sua compagnia di autoblindata.